# Orsanco
Orsanco település Franciaországban, Pyrénées-Atlantiques megyében. Lakosainak száma 103 fő (2022. január 1.). Orsanco Beyrie-sur-Joyeuse, Lantabat, Ostabat-Asme, Saint-Palais és Uhart-Mixe községekkel határos.

## Népesség
A település népességének változása:
| Lakosok száma | 100  | 106  | 113  | 110  | 113  | 114  | 110  | 107  | 103  |
|               | 2013 | 2015 | 2016 | 2017 | 2018 | 2019 | 2020 | 2021 | 2022 |